# Valle (tỉnh)
Valle là một trong 18 tỉnh của Honduras, giáp biên giới với tỉnh La Unión của El Salvador.
Tỉnh lỵ là Nacaome. Tỉnh này nhìn ra vịnh Fonseca và có các đầm lầy ngập mặn.
Tỉnh này có diện tích 1.565 km&sup2, dân số năm 2005 ước khoảng 160.346 người.

## Các đô thị
1. Alianza
2. Amapala
3. Aramecina
4. Caridad
5. Goascorán
6. Langue
7. Nacaome
8. San Francisco de Coray
9. San Lorenzo